# Tanko
Tanko je priimek več znanih Slovencev:
- Jože Tanko (*1956), inženir in politik
- Matjaž Tanko (1945—2013), novinar in TV-voditelj
- Petra Tanko, novinarka, teatrologinja
- Primož Tanko, zgodovinar, arhivist
- Zvonimir Tanko (1920—1997), gospodarstvenik
- Neža Tanko (1986), profesorica, bibliotekarka